# Mohammed Abdellaoue
Mohammed "Moa" Abdellaoue, född 23 oktober 1985 i Oslo, är en norsk före detta fotbollsspelare (anfallare) av marockansk härkomst. Han spelade under sin karriär för det norska landslaget. Hans yngre bror Mostafa Abdellaoue, känd som "Mos", är också en fotbollsspelare.